# Jane Byrne Interchange

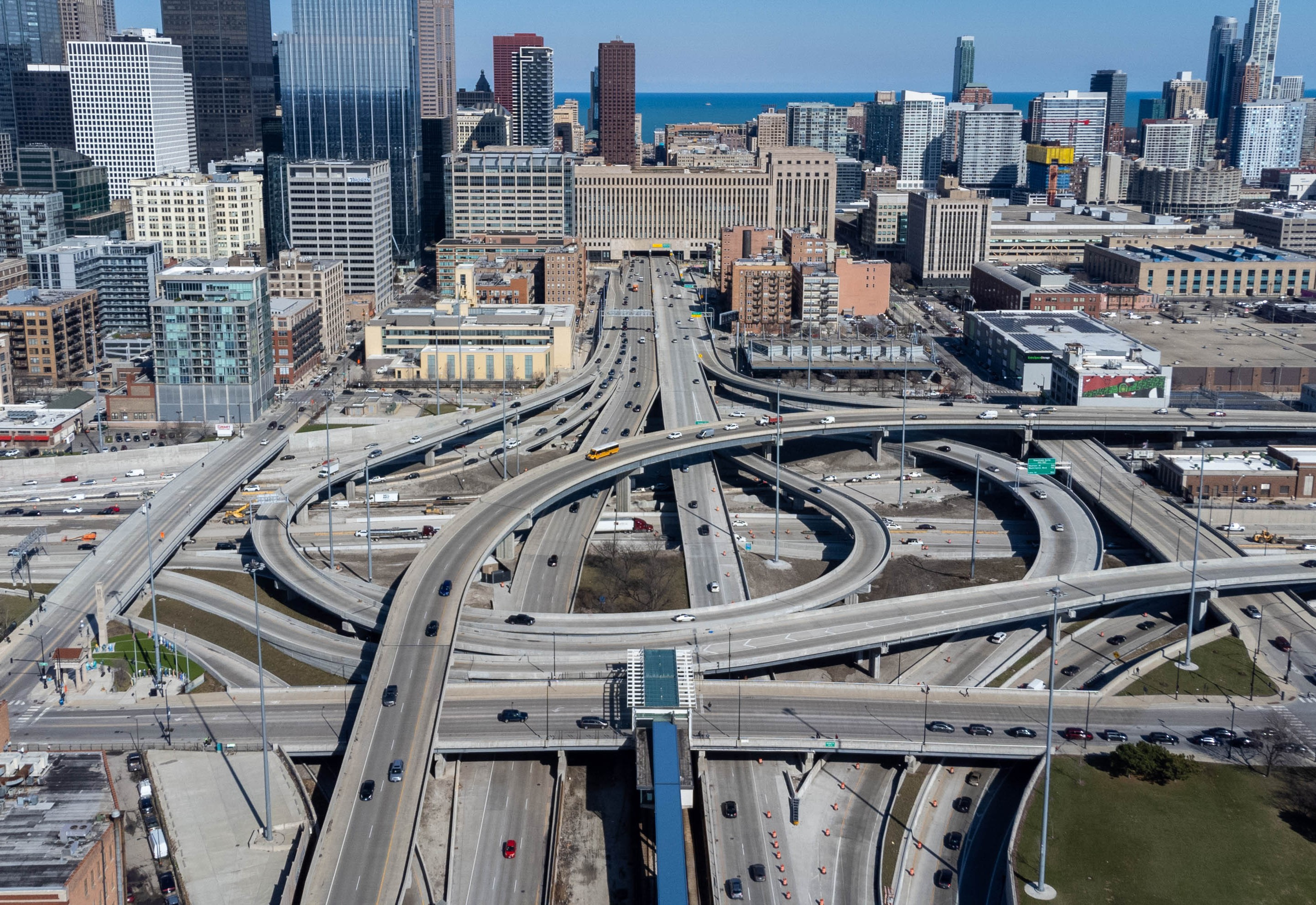
Autre vue de l'échangeur.

Le Jane Byrne Interchange (également surnommé le « bol de spaghetti »,) est un échangeur autoroutier situé près du centre-ville de Chicago, dans l'État de l'Illinois (États-Unis). Il relie les autoroutes Dan Ryan, Eisenhower et Kennedy.

## Description
Le nom officiel de cet  fait référence à Jane Byrne, la première femme maire de Chicago. Cependant, son surnom de « bol de spaghetti » renvoie à la structure courbe des voies qui semblent former des cercles concentriques vues de haut. Le terme est également utilisé régulièrement par les journalistes affectés à la circulation (en).
Construit dans les années 1960, l'échangeur est réputé pour ses embouteillages. Accueillant environ 300 000 véhicules par jour, cet échangeur a été désigné, en 2004, comme le troisième pire goulot d'étranglement des États-Unis,,. Pour sa part, le maire de Chicago, Richard M. Daley, estime que si c'était à refaire, il ne construirait pas l'échangeur circulaire, parce qu'il divise des quartiers.

## Histoire
La construction de l'échangeur autoroutier s'est étendue de la fin des années 1950 jusqu'au début des années 1960, en même temps que la route express Kennedy.
L'édition de mai 2008 du magazine Popular Mechanics a placé l'échangeur circulaire dans sa liste des « 10 infrastructures américaines qui doivent être corrigées maintenant »,.
Le Circle Interchange est officiellement renommé Jane Byrne Interchange le 29 août 2014, en l'honneur de Jane Byrne, la première femme à être élue maire de Chicago de 1979 à 1983.